# 青い牛乳
『青い牛乳』は、2007年11月1日にリリースされた三喜屋・野村モーター'S BANDの3枚目のミニ・アルバムである。

## 解説
- 今までのアルバム『WORKS』『ROOTS』はカバー作品がメインだったが以前とは違いオリジナル楽曲のみが収録されたミニ・アルバム。
- 田口智治がキーボードで参加している。

## 収録曲
| 全編曲: 三喜屋・野村モーター'S BAND。 |                        |          |                             |
| #                                     | タイトル               | 作詞     | 作曲                        |
| 1.                                    | 「青い牛乳」           | kaede    | 三喜屋・野村モーター'S BAND |
| 2.                                    | 「そんなの気にしない」 | 渡辺英樹 | 渡辺英樹                    |
| 3.                                    | 「my love for you」    | 渡辺英樹 | 渡辺英樹                    |
| 4.                                    | 「ピンポン・ダッシュ」 | 野村義男 | 野村義男                    |
| 5.                                    | 「風にのって」         | 野村義男 | 野村義男                    |

## 楽曲解説
1. 青い牛乳
アルバムタイトル曲
2. そんなの気にしない
3. my love for you
4. ピンポン・ダッシュ
5. 風にのって